# Epifanio Billini
Epifanio Billini Hernández (Baní, 7 de abril de 1820 – La Habana, 9 de octubre de 1891) fue un político, pintor, fotógrafo e intelectual dominicano, activo durante los primeros años de la formación de la República Dominicana. Se le reconoce principalmente por ser el primer fotógrafo dominicano, y está considerado el pionero y gran precursor de la fotografía en la República Dominicana.

## Biografía

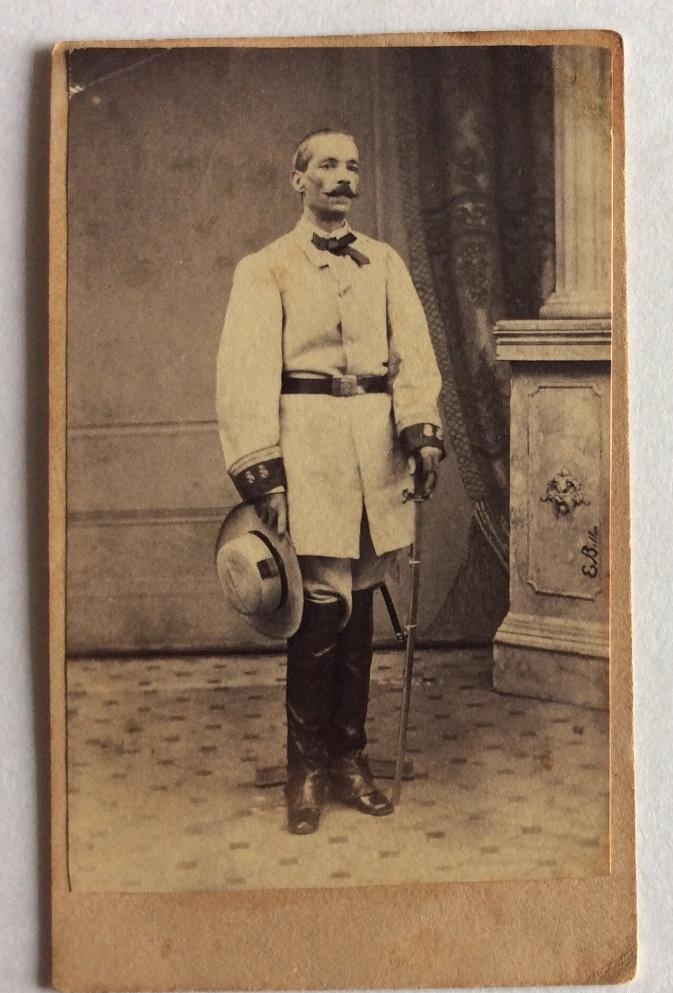
Oficial de Sanidad Militar español en Santo Domingo, hacia 1865. Fotografía firmada por Epifanio Billini.

Epifanio Billini nació en Baní en 1820, hijo del soldado italiano Juan Antonio Billini Ruse y de Ana Joaquina Hernández. Desde joven se vinculó al movimiento independentista dominicano junto a sus hermanos, participando en la causa trinitaria.
No existen datos fehacientes sobre dónde aprendió fotografía, pero todo apunta a que adquirió sus conocimientos durante sus viajes por el Caribe, probablemente en la isla de Cuba. Estableció su estudio fotográfico en Santo Domingo hacia 1854, y se especializó en el retrato. Fue el primero en introducir en el país técnicas como el ambrotipo, los negativos en vidrio (clichés) y la fotografía sobre papel a la albúmina.
Durante su vida activa como fotógrafo, Billini retrató a destacadas figuras de la historia dominicana como el general Pedro Santana, así como a altos mandos españoles durante el período de la Anexión a España. Tras el fin de ese proceso y debido a su cercanía con el gobierno colonial, se exilió en Cuba, donde, entre otras ocupaciones, se desempeñó como diplomático hasta 1889. Falleció en La Habana en 1891.

## Legado

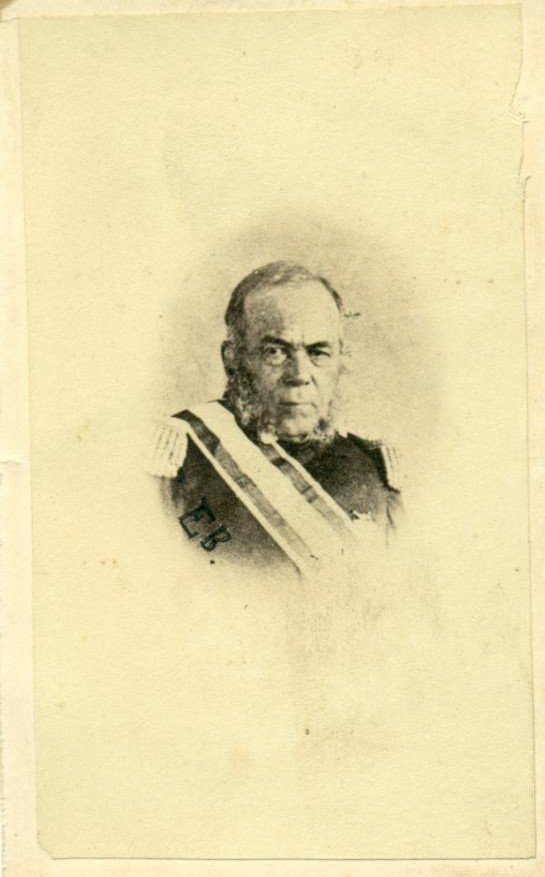
Fotografía tomada por Epifanio Billini. Retrato de Pedro Santana,el primer presidente dominicano.

Epifanio Billini está considerado el padre de la fotografía dominicana, título que le fue reconocido por el historiador Emilio Rodríguez Demorizi. Su obra constituye uno de los registros visuales más importantes del siglo XIX en la República Dominicana. La única colección conocida de su trabajo se conserva en el Archivo General de la Nación, y originalmente perteneció al historiador José Gabriel García, amigo y contemporáneo de Billini, quien reunió imágenes de destacadas figuras del siglo XIX dominicano.
Tuvo ocho hijos, entre ellos Adriana Billini Gautreau (nacida en 1863), la menor de la familia. Tras exiliarse junto a sus padres en Cuba, Adriana desarrolló allí una importante carrera como artista, educadora y feminista. Se formó en la prestigiosa Academia San Alejandro de La Habana y más tarde se convirtió en pedagoga del mismo centro, dejando una huella relevante en la vida cultural y educativa cubana de su época.